# Сабуров Борис Олександрович
Борис Олександрович Сабуров (* 21 лютого 1912, Єкатеринбург, Російська імперія — 10 червня 1992, Маріуполь, Донецька область, Україна) — радянський і український актор театру і кіно. Заслужений артист Узбецької РСР (1950). Народний артист Української РСР (1960).

## Життєпис
З 1931 року — артист театру імені Пушкіна в Магнітогорську, закінчив студію при цьому театрі.
У 1939—1964 рр. — актор драматичних театрів Ташкента, Алма-Ати, Одеси, Миколаєва (1954—1967).
У 1964—1992 рр. — артист Донецького обласного російського театру в Маріуполі.

## Фільмографія
Знімався у фільмах:
- «...зміна починається о шостій» (1958, Дмитро Железняк)
- «Виправленому вірити» (1959, дядько Михайло)
- «Степові світанки» (Журавель)
- «Їм було дев'ятнадцять...» (1960, командир)
- «Випадок у готелі» (1961, Семен Артемович)
- «Ми, двоє чоловіків» (1962)
- «Бджоли і люди» (1963, Панфілич)
- «Мир хатам, війна палацам» (1970, Максим Коліберда)
- «Стара фортеця» (1973)
- «Пам'ять землі» (1976)
- «Червоні дипкур'єри» (1977, діловод)
- «Хліб дитинства мого» (1978)
- «Йшов собака по роялю» (1978)
- «Цілуються зорі» (1978)
- «Багряні береги» (дід Коновчук)
- «Дачна поїздка сержанта Цибулі» (1979)
- «Прихована робота» (1979, старий)
- «Іподром» (1979, Логінов)
- «Крижана онука» (1980)
- «Що там, за поворотом?» (1980)
- «Яблуко на долоні» (1981, Кузя)
- «Чесний, розумний, неодружений...» (1981)
- «Сто перший» (1982)
- «Зелений фургон» (1983, доктор)
- «Миргород та його мешканці» (1983)
- «Екіпаж машини бойової» (1983)
- «Хочу зробити зізнання» (1989)
- «Павутина» (1992) та ін.